# Derek Nikitas
Derek Nikitas (* 13. Dezember 1974 in Manchester, New Hampshire) ist ein US-amerikanischer Schriftsteller, der bisher zwei Kriminalromane veröffentlicht hat.

## Leben
Nikitas wuchs in New Hampshire und im Westen des Bundesstaats New York auf. Dort spielen auch seine ersten beiden Romane. Er studierte Anglistik am College von Brockport der State University of New York mit dem Abschluss Bachelor. Seinen Master of Fine Arts erhielt er an der University of North Carolina in Wilmington im Fach Kreatives Schreiben. Seine Erstveröffentlichung Pyres aus dem Jahre 2007 wurde 2008 für den Edgar Allan Poe Award in der Sparte Beste Erstveröffentlichung eines amerikanischen Autors nominiert. Joyce Carol Oates schlug Pyres für den Pushcart Prize vor.
2011 lehrte Nikitas an der Eastern Kentucky University in den Fächern Englisch und Kreatives Schreiben.

## Werke
- 2007: Pyres
  - 2010: Scheiterhaufen, übersetzt von Jens Seeling, Seeling Verlag, Frankfurt am Main, ISBN 978-3-938973-11-0.
- 2009: The Long Division, The Minotaur Books, New York, ISBN 978-0-312-36398-7.
  - 2012: Brüche, übersetzt von Manfred Roth, Seeling Verlag, Frankfurt am Main, ISBN 978-3-938973-16-5